# Quentin Mosimann
Quentin Mosimann (* 14. Februar 1988 in Genf) ist ein Schweizer Musiker.

## Leben und Wirken
Nach der Scheidung seiner Eltern wuchs Mosimann in Frankreich auf. In seiner Jugend interessierte er sich für Jazz und elektronische Musik. Mit 17 ging er an die französische Riviera und arbeitete dort als DJ unter dem Namen John Louly. 2007 nahm er bei der französischen Castingshow Star Academy teil und ging dort als Sieger hervor.
In seinem Debütalbum Duel stellte er Musikstücke seiner beiden Lieblingsrichtungen gegeneinander. In Belgien stieg das Album auf Platz 1 ein, in Frankreich erreichte es Platz 2 und wurde mit Gold ausgezeichnet.
Im Jahr darauf folgte das zweite Album Il y a je t'aime et je t'aime, von dem vor allem der Titelsong in Frankreich erfolgreich war und Platz 2 der Singlecharts erreichte. In seiner Heimat in der Schweiz fiel sein Erfolg geringer aus, lediglich ein gemeinsames Compilation-Album mit dem Schweizer DJ Sir Colin erreichte die Top 3 der Charts.
Mit dem dritten Album Gimme a Break konnte er 2010 seine Karriere erfolgreich fortsetzen, es erreichte in Frankreich und Belgien die Top 10.
Mosimann nahm sowohl in der ersten und zweiten, als auch in der fünften und sechsten Staffel von The Voice Belgique als Coach teil. Sowohl in der ersten, als auch in der sechsten Staffel gewann er die Sendung mit seinen Schützlingen Roberto Bellarosa (Staffel 1) und Théophile Rénier (Staffel 6).

## Diskografie
Alben
- 2008: Duel
- 2009: Il y a je t’aime et je t’aime
- 2009: Scratch da House Show Bizz (Sir Colin und Quentin Mosimann, Kompilation)
- 2010: Exhibition
- 2013: The 8 Deadly Sins
- 2020: Outside the Box

Singles
- 2008: Cherchez le garçon
- 2009: Il y a je t’aime et je t’aime
- 2009: Toc toc
- 2010: Gimme a Break
- 2010: I Love I Love
- 2013: Psyké Underground
- 2017: Never Let You Go (feat. Joe Cleere)